# Yana Wouters
Yana Wouters (10 juni 2006) is een Belgisch volleybalster. 

## Levensloop
Wouters begon op negenjarige leeftijd met volleyballen bij Jeval Alken. Ze liep school aan de Topsportschool Vilvoorde. Sinds 2022 werd ze daarnaast ook actief bij Asterix Avo Beveren. Met deze club won ze in 2023 zowel de landstitel als de Beker van België.